# Achille Caracciolo
Achille Caracciolo (falecido em 1623) foi um prelado católico romano que serviu como bispo de Potenza (1616–1623).

## Biografia
No dia 2 de maio de 1616, Achille Caracciolo foi nomeado durante o papado de Paulo V como Bispo de Potenza. A 2 de maio de 1616, foi consagrado bispo por Giovanni Garzia Mellini, Cardeal-Sacerdote de Santi Quattro Coronati com Giovanni Battista del Tufo, Bispo Emérito de Acerra, e Paolo De Curtis, Bispo Emérito de Isernia, servindo como co-consagradores. Serviu como Bispo de Potenza até à sua morte em 1623.